# Сары-Камыш (Иссык-Кульский район)
Сары-Камыш (кирг. Сары-Камыш) — село в Иссык-Кульском районе Иссык-Кульской области Кыргызстана. Входит в состав Тору-Айгырского аильного округа. Код СОАТЕ — 41702 215 845 03 0.

## Население
По данным переписи 2009 года, в селе проживало 1963 человека.